# Pterotracheoidea
Die Kielfüßer oder Pterotracheoidea sind eine Überfamilie der Schnecken, die eine pelagische Lebensweise haben. Alle Formen leben räuberisch. Sie hatten früher den Status einer Ordnung und wurden als Heteropoda bzw. Heteropoden bezeichnet. Die ältesten Vertreter der Pterotracheoidea kennt man aus dem Unteren Jura (Toarcium).

## Merkmale
Die Gruppe umfasst sehr große (ca. 50 cm) bis kleine Formen (ca. 1 cm). Der Weichkörper ist gallertartig und durchscheinend. Die Tiere schwimmen mit Hilfe des in eine Flosse umgewandelten Fußes auf dem Rücken. Das Gehäuse ist, wenn noch vorhanden, dünn und fragil; es ist in einer Familie sogar komplett rückgebildet. Die ursprünglicheren, gehäusetragenden Formen können sich noch komplett in das Gehäuse zurückziehen.
In Anpassung an die pelagische Lebensweise besitzen die Schnecken Linsenaugen mit einer großen, kugelförmigen Linse und einer bandförmigen Netzhaut. Der Mund sitzt am Ende einer beweglichen rüsselförmigen Verlängerung des Kopfes (Proboscis). Die Radula trägt am Rand verlängerte, sichelförmige Zähne, die dem Beutefang dienen.
Die Tiere sind getrenntgeschlechtlich. Die Männchen übertragen die Samenpakete mit Hilfe eines langen Penis in die Mantelhöhle der Weibchen. Die Entwicklung verläuft über eine planktonfressende Veliger-Larve. Die Larve bildet ein Larvalgehäuse, das mit einem Operculum verschlossen werden kann. Bei den Arten der Familie wird das Larvalgehäuse und das Operculum während der Metamorphose abgeworfen. Die Arten der Carinariidae behalten das Gehäuse, werfen aber das Operculum ab. Bei den Arten der Familie Atlantidae werden Gehäuse und Operculum lebenslang behalten.

## Lebensweise und Ernährung
Die Vertreter der Überfamilie leben pelagisch und ernähren sich räuberisch von anderen Tieren des Planktons (oder Nektons). Die Beutetiere werden entweder mit der Radula zerlegt oder insgesamt verschlungen.

## Vorkommen
Die Arten der Überfamilie leben weltweit in den oberen 200 Meter der wärmeren Meere vor. Sie sind meist nicht sehr häufig.

## Systematik
Derzeit werden drei Familien zu dieser Überfamilie gestellt:
- Pterotracheidae Rafinesque-Schmaltz, 1814
- Carinariidae Blainville, 1818
- Atlantidae Rang, 1829

Jean-Baptiste de Lamarck beschrieb die Gruppe 1812 unter dem Namen Heteropoda als fünfte von fünf Sections innerhalb der Ordnung der „kopftragenden Mollusken“. Später wurden sie lange Zeit als Ordnung innerhalb der Schnecken wissenschaftlich so bezeichnet. Da sie inzwischen zu einer Überfamilie herabgestuft ist und nur gattungsbasierte Namen für Überfamilien zulässig sind, hat heute allein der 1814 von Constantine S. Rafinesque-Schmaltz vergebene Name Pterotracheoidea Gültigkeit. Ein anderes häufig verwendetes Synonym ist Carinarioidea. Der Name Heteropoda ist heute ausschließlich für eine Gattung der Riesenkrabbenspinnen gültig.